# Synegia imitaria
Synegia imitaria är en fjärilsart som beskrevs av Walker 1861. Synegia imitaria ingår i släktet Synegia och familjen mätare. Inga underarter finns listade i Catalogue of Life.